# Rangaeris
Genre
Rangaeris est un genre de plantes de la famille des orchidées.

## Liste d'espèces
Selon Catalogue of Life (22 octobre 2017) :
- Rangaeris amaniensis (Kraenzl.) Summerh.
- Rangaeris longicaudata (Rolfe) Summerh.
- Rangaeris muscicola (Rchb.f.) Summerh.
- Rangaeris schliebenii (Mansf.) P.J.Cribb
- Rangaeris trilobata Summerh.

Selon NCBI (22 octobre 2017) :
- Rangaeris amaniensis
- Rangaeris muscicola

Selon The Plant List (22 octobre 2017) :
- Rangaeris amaniensis (Kraenzl.) Summerh.
- Rangaeris longicaudata (Rolfe) Summerh.
- Rangaeris muscicola (Rchb.f.) Summerh.
- Rangaeris rhipsalisocia (Rchb.f.) Summerh.
- Rangaeris schliebenii (Mansf.) P.J.Cribb
- Rangaeris trachypus (Kraenzl.) Guillaumin
- Rangaeris trilobata Summerh.

Selon Tropicos (22 octobre 2017) (Attention liste brute contenant possiblement des synonymes) :
- Rangaeris amaniensis (Kraenzl.) Summerh.
- Rangaeris biglandulosa Summerh.
- Rangaeris brachyceras (Summerh.) Summerh.
- Rangaeris dorotheae (Rendle) Summerh.
- Rangaeris longicauda (Rolfe) Summerh.
- Rangaeris longicaudata (Rolfe) Summerh.
- Rangaeris muscicola (Rchb. f.) Summerh.
- Rangaeris rhipsalisocia (Rchb. f.) Summerh.
- Rangaeris schliebenii (Mansf.) P.J. Cribb
- Rangaeris trachypus (Kraenzl.) Guillaumin
- Rangaeris trilobata Summerh.
- Rangaeris viridiflora (P.J. Cribb & J. L. Stewart) Szlach.